# Jo Jones
Pour les articles homonymes, voir Joe Jones (homonymie) et Jones.
Jonathan Jones, dit Jo Jones ou Joe Jones, né le 7 octobre 1911 à Chicago et mort le 3 septembre 1985 à New York, est un batteur américain de jazz. Il a plusieurs surnoms : « The Main Man » (Norman Granz), « Le drummer qui joue comme le vent » ou « Papa Jo ».
Il est considéré comme l'un des plus grands batteurs dans l'histoire du jazz et a grandement influencé les batteurs de jazz par son swing. Il est le premier représentant du four beat.[C'est-à-dire ?]

## Biographie

### Jeunesse
Jonathan Jones grandit en Alabama. Il étudie la musique pendant 12 ans, et commence à jouer de la trompette, du piano et du saxophone. Il commence sa carrière professionnelle comme danseur de claquettes dans les carnavals.
En 1930, il est à Kansas City, où il joue du piano et du vibraphone dans différentes formations. Il rencontre Walter Page qui lui apprend la batterie.

### Carrière
Il joue dans l'orchestre de Count Basie, d'abord de 1934 à début 1936, puis de fin 1936 à 1948. Il ne quitte l'orchestre que pendant la période 1944-1946 durant laquelle il est mobilisé. Il est un membre clé de la section rythmique de l'orchestre, admirée par tous.
On raconte qu'en 1937, Jo Jones est batteur lors d'une jam session à laquelle participe un tout jeune Charlie Parker agé de 16 ans. Quand ce dernier se trompe et se perd dans la mesure, Jo Jones, agacé et moqueur, lance une cymbale au pied du jeune saxophoniste pour le chasser. Parker part alors sous les rires du public,.
Jo Jones participe à la première tournée de Jazz at the Philharmonic en 1947, puis en Europe en 1955, 1957 et 1960. Il enregistre également avec de nombreux musiciens : Walter Page, Lester Young, Ben Webster, Buck Clayton, Teddy Wilson ou Benny Goodman.
En 1957, à l'occasion de l'enregistrement à Newport de l'album The Coleman Hawkins, Roy Eldridge, Pete Brown, Jo Jones All Stars At Newport, il fait la connaissance du jeune pianiste Ray Bryant et du contrebassiste Tommy Bryant, avec qui il fonde The Jo Jones Trio. Il le dirige occasionnellement de 1957 à 1960, et enregistre à l'époque du swing avec de nombreuses vedettes comme Billie Holiday, Coleman Hawkins, Jimmy Rushing.
Il effectue une longue tournée en Europe en 1969 avec Milt Buckner. En 1972, il joue avec Joe Bushkin. On le retrouve dans plusieurs séquences de L'Aventure du jazz, filmé en 1969-1972 par Louis Panassié.
En 1970, il publie un double album intitulé The Drums, sur lequel il parle des batteurs qu'il a connus et explique son travail instrumental,.
Il a également joué avec Duke Ellington, Johnny Hodges, Lionel Hampton ou Art Tatum. Il a enregistré plus de 1500 disques, mais seulement cinq sous son nom.

### Fin de vie
Sa fin de vie est « marquée par la maladie, les épreuves et la solitude ». En 1982, son appartement est incendié. Quand il est hospitalisé, Jack DeJohnette lance un appel à lui venir en aide.

## Style
Jo Jones est une figure centrale du middle jazz qui cherche à être musicien avant d'être batteur. Doté d'une grande technique, d'une belle qualité de son, il sait également amuser le public. Il joue parfois à mains nues, aux mailloches ou aux balais, dont il est un maitre.
Il fait évoluer le rôle de la batterie au sein de l'orchestre ou en petite formation. Il est le premier à déplacer la frappe régulière du tempo de la grosse caisse vers le charleston, ainsi que vers la cymbale ride, ouvrant la voie à Kenny Clarke.

## Récompenses
- NEA Jazz Masters Fellowship du National Endowment for the Arts en 1985[6]
- Grand Prix du disque de l'Académie Charles-Cros en 1973 avec son double album The Drums[5]

## Discographie

### The Benny Carter Trio
- 1954 : The Benny Carter Trio (Norgran MGN 1025)

### Teddy Wilson Trio
- 1954 : For Quiet Lovers (Norgran MGN 1019, réédition Verve Records MGV 2029)
- 1956 : I Got Rhythm (Verve Records MGV 2073)
- 1956 : The Impeccable Mr. Wilson (Verve Records MGV 8272)
- 1957 : These Tunes Remind Me Of You (Verve Records MGV 8299)

### The Jo Jones Trio
- 1955 : The Jo Jones Special (Vanguard Records VRS-8503)[D 1]
- 1955 : One Key Up (Vanguard Records)
- 1958 : Jo Jones Plus Two (Vanguard Records VRS 8525)
- 1959 : Jo Jones Trio (Everest Records LPBR 5023)[D 2]

### The Lester Young - Teddy Wilson Quartet
- 1956 : Pres and Teddy (Verve Records MG-V-8205)[D 3]

### The Jones Boys
ce groupe est composé de Jo Jones, Quincy Jones, Thad Jones, Jimmy Jones, Reunald Jones et Eddie Jones
- 1957 : The Jones Boys (réédité par Original Jazz Classics)
- 1958 : Keepin' Up With the Joneses (MGM Records)
- 1973 : The Jones Boys : Quincy, Thad, Jimmy, Jo, Eddie And Elvin (Fresh Sound Records - Archive Of Folk & Jazz Music FS 270)

### Jo Jones Sextet
- 1960 : Vamp 'til ready (Everest Records LPBR-5099)

### Jo Jones etMilt Hinton
- 1960 : Percussions and Bass (Everest Records LPBR 5110)[D 5]

### Ella FitzgeraldetDuke Ellington
Special guests : Ben Webster, Ray Nance, Jo Jones.
- 1966 : Soul Cal (erve Records V6-8701)
- 1967 : Ella and Duke at the Côte d'Azur (Verve Records V6-4072-2)
- 2010 : Ella and Duke at the Côte d'Azur : the originals sessions July 26-29, 1966 - Antibes/ Juan-les Pins, coffret de 3 LP (Mosaic Records MRLP 3002)

### Roy Eldridge,Illinois Jacquet,Milt Buckner,Jimmy Woode, Jo Jones
- 1966 : Play, Milt Play (Esoldun FCD 103, Blue Jazz BJ010C)[7]

### Illinois Jacquet
- 1968 : The King (Prestige Records 7597 et EP 45-708, réédition OJC CD 849)[7]

### Jo Jones andMilt Buckner
- 1966 : Play chords (Saba SB 15110. Autre référence : mps - CRM 631 et BASF 20631)[7]
- 1971 : Deux géants du jazz (Jazz Odyssey 004)[7]
- 1972 : Buck and Jo (Jazz Odyssey 007)[7]
- 1973 : Blues for diane (Jazz Odyssey 011)
- 1973 : Jazz odyssey, matériel inédit (Jazz Odyssey 014)[7]
- 1974 : Block Chords Parade (Black and blue 33.184)[7]

### Jo Jones
- 1973 : The Drums, double LP + livret franco-anglais de 16 pages (Jazz Odyssey 008)[5]
- 1973 : Jo Jones and Guest stars (Roulette Records/Disques Vogue)
- 1974 : Caravan (Black and Blue B&B 33.187)
- 1976 : The Main Man (Pablo Records 2310-799)[D 6]
- 1977 : Our Man Papa Jo! (Denon Records YX 7527)
- 1981 : Jo Jones : Guest Artist Harry "Sweets" Edison (Everest FS 329)

### Willie Smithet Jo Jones
- 1973 : Le Lion, le Tigre et la Madelon (Jazz Odyssey 009)

### Milt Buckner,Buddy Tateet Jo Jones
- 1974 : Midnight slows (Vol. 4) (Black and blue 333 068)[7]
- 1974 : Midnight slows (Vol. 5) (Black and blue 333 075)[7]

### Dans la collectionJazz greatest namesde Black and Blue Records
- 1971 : Slam Stewart featuring Milt Buckner and Jo Jones (Black and Blue Records 33.027)[D 7]
- 1971 : Big Joe Turner : Texas Style (Black and Blue Records 33.028)[D 8]
- 1971 : Joe Turner Trio with Slam Stewart et Jo Jones (Black and Blue Records 33.031)[D 9]
- 1972 : Gene Rodgers featuring Slam Stewart & Jo Jones (Black and Blue Records 33.047)
- 1974 : Illinois Jacquet with Milt and Jo (Black and Blue Records 33.070)

### Jodie Drake, Illinois Jacquet, Milt Buckner, Jo Jones
- 1974 : Jazz concert : Jodie Drake, Illinois Jacquet, Milt Buckner, Jo Jones (Live at Minden, Ontario, Canada, August 9, 1974) (Rotary Club Of Minden, Ontario, Canada KE-500)[7]

### Jo Jones,Cozy ColeetPanama Francis
- 1975 : Explosive drums, 1 titre compilé et enregistré en public à Salon de Provence en 1975 (Black and blue 333.080)

### Compilations
- 1954 : Jazz at Storyville, Jo Jones Quartet & The Mahogany Hall All-Stars, Vic Dickenson, Doc Cheatham, Ruby Braff (Storyville Records LP 307)[D 10]
- 195? : Jazz at Storyville II, Jo Jones Quartet & The Mahogany Hall All-Stars (Trio Records PA-3119)[D 11]
- 1956 : The Giants Jazz 1956 (Norgran Records)[D 12]
- 1973 : Drums odyssey, avec Jo Jones, Zutty Singleton, Cozy Cole et Michael Silva (Jazz Odyssey 010)
- 1977 : The Essential Jo Jones (Vanguard Records VSD-101/2)
- 2005 : The Everest Years (Everest Records)
- 2007 : Teddy Wilson/Jo Jones : Complete recordings (Fresh Sound Essential Jazz)[D 13]

### Autres enregistrements publiés sous son nom
- 1937-1939 : The Original American Decca Recordings de Count Basie (MCA Records)
- 1957 : The Coleman Hawkins, Roy Eldridge, Pete Brown, Jo Jones All Stars At Newport (Verve Records MGV 8240)

### En tant que sideman

#### PourLee Wiley
- 1954 : Lee Wiley Sings Rodgers and Hart (Storyville LP 312)[D 14]

#### PourColeman Hawkins
- 1957 : The Hawk Flies High
- 1961 : Jazz Reunion : Pee Wee Russel, Coleman Hawkins with… Jo Jones, Bob Brookmeyer (Candid Records CJM-8020 (mono) et CJS-9020 (stereo))[D 15]

#### PourElla Fitzgerald
- 1958 : Ella at the Opera House

#### PourDuke EllingtonetJohnny Hodges
- 1958 : Side By Side (Verve Records)
- 1959 : Back To Back (en) (Verve Records)

#### PourCharles Mingus
- 1960 : Reincarnation of a Lovebird

#### PourMilt Hintonand his friends
- 1975 : Here Swings the Judge[D 16]

### Bande originale de film
- 1972 : L'aventure du jazz, trois titres inédits de Jo Jones et Milt Buckner enregistrés probablement en 1969 (Jazz Odyssey 001 et 002, puis Double Album JO 005)

## Archives vidéographiques
- 1957 : Jo Jones and The JATP All-Stars on TV 1957, VHS et CD[8]
- 1958 : Classic Drum Solos and Drum Battles Vol. Two, VHS et CD[9]
- 1959 : Jazz on a Summer’s Day, documentaire sur le Newport Jazz Festival1959, réalisé par Aram Avakian et Bert Stern
- 1959 : Timex All-Star Jazz Festival 4, VHS et CD[10]
- 1964 : Jo Jones : The Complete London Concert of 1964, VHS et CD[11]
- 1950's : Papa Jo Jones and the drum stars, VHS et CD[12]
- 1973 : Papa Jo Jones in Europe, VHS et CD[13]

### Documentaires et émissions télévisées
Cette liste présente les documentaires où on le voit apparaître.
- 1957 : The Nat King Cole Show du 15 octobre 1957[14]
- 1974 : Le grand échiquier de Jacques Chancel du 16 janvier 1974[15]
- 1979 : The Last of the Blue Devils de Bruce Ricker et John Arnoldy[16]
- 1994 : A Great Day in Harlem de Jean Bach (non crédité)[17]

### Apparitions cinématographiques
- 1938 : Policeman, crédité au casting comme d'autres jazzman et notamment Lester Young et Count Basie avec qui il joue.[précision nécessaire]
- 1943 : Symphonie magique, film de Andrew L. Stone. Il joue le rôle du batteur, mais n'est pas crédité.
- 1966 : Goodnight Sweet Blues, épisode 2/3 du 6 octobre 1966 de la série télé Route 66. Il tient le rôle de Lover Brown aux côtés de Roy Eldridge (A.C.) et Coleman Hawkins	(Snooze).
- 1972 : Jazz Is Our Religion, film de John Jeremy. Comme d'autres jazzman célèbres, il prête sa voix.
- 1992 : Sinatra (en), mini-série télévisée de James Steven Sadwith. Sur les images d'archives, il tient le rôle de A.D.
- 1992 : Love Crimes, film de Lizzie Borden. Sur les images d'archives, il fait partie du jazz quartet qui joue.

### Articles
- (en) Ken Franckling (United Press International), « Jo Jones Still Beating Time With His Drum », Chicago Tribune,‎ 14 mars 1985 (lire en ligne, consulté le 5 juillet 2023).
- (en) « Obituary », Jet, vol. 69, no 2,‎ 23 septembre 1985, p. 18.
- (en) « “Papa” Jo Jones: Drumming’s Fearsome Father Figure », Modern drummer,‎ 18 décembre 2009 (lire en ligne, consulté le 5 juillet 2023).

### Livres
- (en) Burt Goldblatt, Newport Jazz Festival : The Illustrated History, Dial Press, 1977, 287 p. (ISBN 978-0803764408).
- (en) Paul William Schmidt, History of the Ludwig Drum Company, Centerstream Publications, 1991, 171 p. (ISBN 978-0931759499), p. 151.
- (en) Ron Spagnardi et William F. Miller, The great jazz drummers, Modern Drummer Publications, 1992, 128 p. (ISBN 978-1418900939), p. 19.
- Georges Paczynski, « Jones Jonathan Jo », dans Philippe Carles, André Clergeat, Jean-Louis Comolli (dir.), Dictionnaire du jazz, Paris, Robert Laffont, coll. « Bouquins », 1994, 1 390 (ISBN 2-221-07822-5), p. 636-637.
- (en) Harry Cangany et Rick Van Horn, The great American drums and the companies that made them, 1920-1969, Modern Drummer Publications, 1996, 72 p. (ISBN 978-0793563562), p. 10.
- (en) David Dicaire, Jazz musicians of the early years, to 1945, McFarland, 2003, 319 p. (ISBN 978-0786415830), p. 238.
- (en) Dirk Sutro, Jazz For Dummies, For Dummies, 1998, 358 p. (ISBN 978-0764550812).
- Guillaume Nouaux, Jazz Drums Legacy : Le langage de la batterie jazz, Anglet, 2Mc Éditions, 2012, 180 p. (ISBN 9791091635004), p. 31.